# Yitzchok Scheiner

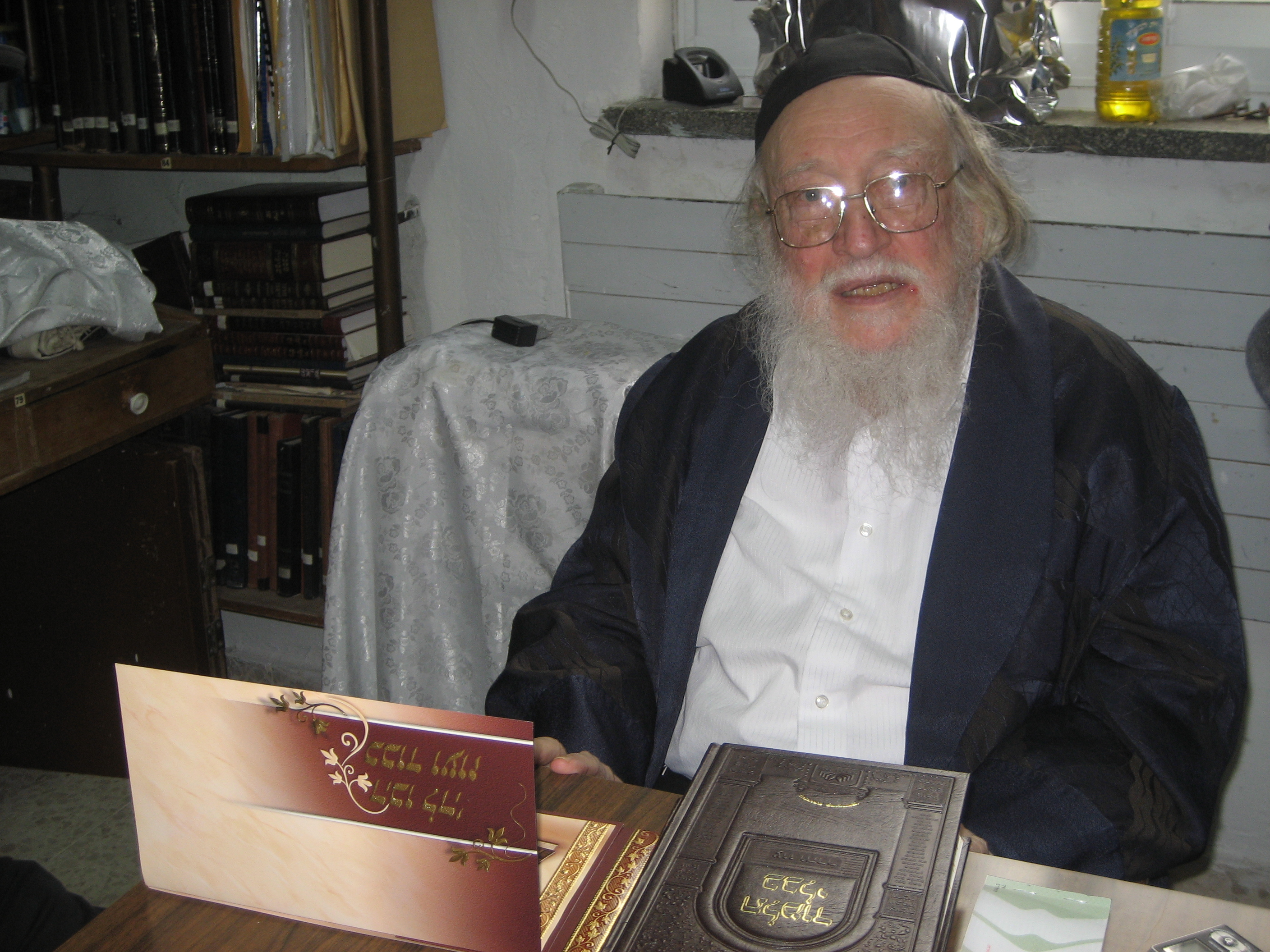
Rabino Scheiner en 2007.

Yitzchok Scheiner (Pittsburgh, 5 de noviembre de 1922 - Jerusalén, 31 de enero de 2021) fue un rabino israelí-estadounidense que se desempeñó como el rosh yeshivá de la ieshivá Kamenitz de Jerusalén.

## Primeros años
Nació en mayo de 1922 en Pittsburgh, hijo de inmigrantes judíos de Polonia. Se graduó de Peabody High School en 1938. Durante la década de 1940, estudió en Colegio Yeshiva (Seminario Teológico Rabino Isaac Elchanan) y en Yeshivá Torah Vodaath con el rabino Shlomo Heiman.

## Carrera
Durante la década de 1960, enseñó en una Yeshiva en Montreux, Suiza.
Después de la muerte de su suegro (quien era la rosh yeshivá de la ieshivá Kamenitz en Jerusalén), el rabino Scheiner encabezó la ieshivá junto con su cuñado. Después de la muerte de su cuñado en 1998, el rabino Scheiner sirvió como el rosh yeshivá central con el hijo de su cuñado a su lado. Los dos hijos del rabino Scheiner y su yerno también enseñan en la ieshivá.
En la década de 1990, se convirtió en miembro de Moetzes Gedolei HaTorah del Déguel HaTorá.

## Vida personal
Hacia fines de la década de 1940, se casó con una nieta del rabino Boruch Ber Leibowitz. Su esposa falleció en 2007. Vivía en el barrio de Kerem Avraham en Jerusalén.
Scheiner falleció de COVID-19 durante la pandemia de COVID-19 en Israel el 31 de enero de 2021 a la edad de 98 años. Su muerte ocurrió pocas horas después de la del rabino Meshulam Dovid Soloveitchik, quien también falleció por causas relacionadas con COVID. Se estima que 8.000 dolientes asistieron al entierro de Sheiner en Jerusalén.